# Disques de Newton
Pour les articles homonymes, voir Disque de Newton.
Disques de Newton est un tableau réalisé par le peintre tchèque František Kupka en 1912. Cette huile sur toile est une peinture abstraite qui fait référence, par l'agencement de ses couleurs et par son titre, aux disques de Newton. Elle est conservée au Philadelphia Museum of Art, à Philadelphie.
Une étude préparatoire (gouache et aquarelle sur papier), donnée par Eugénie Kupka en 1963, Étude pour Disques de Newton. Étude pour Fugue à deux couleurs de 1911-1912 est conservée au Musée national d'Art moderne à Paris